# Aguilar de Ebro
Aguilar de Ebro es una localidad del municipio de Osera de Ebro, en la provincia de Zaragoza, a orillas del Ebro. Se encuentra a 2,4 km de la cabecera municipal y a unos 30 km de Zaragoza. Pertenece a la Comarca Central.
En las proximidades se encuentra el bosque del Soto del Aguilar, uno de los más extensos de la ribera del Ebro.
En el paso de la Línea de alta velocidad Madrid-Zaragoza-Barcelona-Frontera francesa se encuentra uno de los puentes más famosos que atraviesa el Río Ebro

## Climatología
La temperatura media anual de (Aguilar de Ebro) es de (15,10) °C, la cual es (-2,13) °C más alta que la temperatura media anual de España que es 12,97 °C.
En los meses más cálidos la temperatura media es de 34,80 °C y en los meses más fríos la temperatura media es de 1,80 °C
La precipitación media anual en Aguilar de Ebro es de 340 mm, la cual 304,3 mm más baja que la precipitación media anual de España (644,3mm)

## Historia
Se sabe que los romanos se asentaron en la zona, tal y como se documenta con la existencia de una villa fechada en los siglos I y III d. C. En su conjunto urbano se levantaba la iglesia parroquial del siglo XVIII, fue levantada con los materiales típicos de la zona, ladrillo y tapial y abierta al culto hasta el paso de la Guerra Civil, tras la cual quedó en estado de ruina, finalmente con el paso de tiempo y la dejadez de las instituciones fue totalmente derruida. Sabemos que Aguilar de Ebro estuvo poblada por musulmanes gracias a lo escrito en el diccionario "Madoz" de pueblos en la que expone que "había un edificio de gran elevación, en tiempo de los moros" es decir imaginamos alguna torre de estilo Mudéjar realizada en tiempos del Ándalus. También conocemos la vinculación con los musulmanes gracias a la publicación "Tierra, Poblamiento y renta señorial. Una revisión de los problemas generales sobre la organización social del espacio en el Valle del Ebro del siglo XII" de Don Carlos Laliena Corbera profesor de Historia Medieval en la Universidad de Zaragoza. En esta publicación aparece el fragmento en el cual nos da tal información:

De este modo, es bastante verosímil que en el lapso entre 1130 y 1160-1190, el poblamiento y la organización agraria de esta área fueran revisados por completo, lo que incluyó la concentración de los mudéjares en Villafranca, Nuez, Aguilar y, en parte, en Fuentes de Ebro, que aglutinaron comunidades casi exclusivamente musulmanas. Cómo se realizó esa compactación étnica en este puñado de lugares es, por ahora, un pequeño misterio.

### Diccionario de pueblos de Madoz
AGUILAR DE EBRO, Zaragoza L. con ayunt. de la prov., aud. terr., c. g. y dióc, de Zaragoza, part. jud. y adm. de rent. de Pina, Sit. á la izq. del r. Ebro y á la der. del camino real de Zaragoza á Barcelona, donde le combaten libremente todos los vientos; disfruta de alegro cielo y Clima saludable, si bien algo propenso á tercianas, por la excesiva Inundad que exhala el r. Tiene 13 Casas poco sólidas y de ordinaria construcción, distribuidas en una calle á la izq. de la cual, á un estremo, está la igl. parr. filial de la de Osera, cuyo párroco pasa en los días feriados á decir misa, y administra los sacramentos en caso de necesidad. Entre la pobl. y la acequia llamada de Pina (de uuo se hablará), se ve un edificio de bastante elevación, obra del tiempo de los Moros y que so cree fuese algún cast.; so le conoce con el nombre do Torrejon de Agilitar. Confina el Tf.rm. por el N . con el do Osera, por el E. y S. con el de Pina y por el O. con el Ebro y térm. de Fuentes; estendiéndose por su mayor largo 3/4 do hora y uno por lo ancho. El Terreno es llano y de buena calidad bu, tierras, las cuales tienen el riego que han menester, por medio de la acequia madre llamada de Pina, que se pasa por un puente de madera. Por el E., entre dicha acequia y el Ebro, hay una pequeña huerta, que se riega todos los martes desde la salida del sol, hasta el día siguiente miércoles, á la misma hora. Al O. metida también entre los espresados r. y acequia, so halla otro pequeñito trozo do huerta, que disfruta de las mismas aguas que la anterior. El monte so encuentra entre el E. y \. de la pobl., desdo la que principia describiendo un gran llano que á los 3/4 de hora está cortado por la carretera real arriba insinuada y una pequeña cord., y sigue después prolongándose en otro gran llano, hasta llegar á los montes de Pina: todo este monte está sin arbolado y sirve para la sementera de granos y pastos do los ganados. Hay en este sitio una paridera ó corraliza, y á la der. do la caire tera real, se ven los vestigios de una venta que llamaban la Mezquita. Hacia el S., en medio del Ebro so levantan dos isletas pobladas de grandes chopos, y por la der. de osle mismo r. en la espresada dirección rodea al pueblo el llamado Solo de Agilitar, sin árbol alguno, compuesto de tierras paneables y pastos de toda clase. Fuera del Camino real arriba insinuado, los demás que pasan por el térm, son locales. Pro», trigo, cebada, raaiz, judías y otras legumbres , hortaliza y frutas; ganado lanar, cabrio y algún vacuno. Pobl. 13 vec: 61 alm. Cap. Pr.od. 120,000 rs, Cap. Imp. 7,200 Contr. 1,714 rs. 28 mrs. vn,

Cabe destacar que el Torrejón de Agilitar aquí mencionado actualmente no se tiene constancia pues no queda ninguna ruina aparente, lo que hemos podido encontrar acerca de la Torre de Aguilar ha sido en un fragmento refiriéndose a la Torre como título de barón en "Las transformaciones jurídicas en la disolución del feudalismo" de Carlos Franco de Espés, desconozco si realmente este autor hace referencia a la Torre de Aguilar de Ebro.
"Pascual Miguel Antonio Ric y Exea, administrador de varias encomiendas de la Orden de Calatrava propias de dos de los hijos del rey Felipe V, señor de Bujeda y de la Torre de Aguilar, obtiene en 1765 el título de barón de Valdeolivos[...]"

### Aguilar de Ebro como título nobiliario

#### Marqueses de Aguilar de Ebro
Sabemos una pequeña parte más de la historia de Aguilar de Ebro, gracias al título nobiliario "Marqueses de Aguilar de Ebro" creado por Carlos III, rey de España por carta de 02-06-1761 en 1761. Este título nobiliario empezó a pertenecer a los Condes de Sástago (título nobiliario concedido por Fernando el Católico en 1511) a partir del VI Conde de Sástago Martín de Alagón y Heredia que así pues obstentaria el título de I marqués de Calanda que posteriormente en 1761 pasaría a ser el I marqués de Aguilar de Ebro. Las personas que llegaron a tener este título de Marqueses de Aguilar de Ebro fueron:
Vicente Ferrer Cristóbal Ignacio Benito Manuel Dionisio Fernández de Córdoba y Glimes de Brabante, I marqués de Aguilar de Ebro (02-06-1761 por cambio de denominación del marquesado de Calanda).
Francisco de Paula Teodoro Alejandro Vicente José Benito Miguel Ramón Joaquín Juan de la Cruz Fernández de Córdoba y de Alagón la Cerda Glymes de Brabante Aragón Bazán Herrera y Rojas, II marqués de Aguilar de Ebro, 13. conde de SÁSTAGO.
Joaquín María Francisco de Paula Francisco de Asís Vicente Ferer Ramón José Benito Fernández de Córdoba y de Alagón Vera de Aragón Fajardo Glymes de Brabante Bazán Herrera Rojas y Guzmán, III marqués de Aguilar de Ebro, 14. conde de SÁSTAGO.
Francisco de Paula María de la Asunción Francisco de Asís Ramón José Joaquín Isidro Eusebio María del Pilar Fernández de Córdoba y Magallón, IV marqués de Aguilar de Ebro.
Joaquín María de la Soledad Ramón Aniceto Mariano Francisco de Asís Vicente Ferrer Hipólito Antonio Francisco de Paula José María del Pilar Fernández de Córdoba y Bernaldo de Quirós, V marqués de Aguilar de Ebro.
María Antonia de la Soledad Ramona María del Pilar Justina Cipriana Mariana Francisca de Asís Hipólita Jaoquina Vicenta Ferrer Francisca de Paula Josefa Fernández de Córdoba y de Alagón Bernaldo de Quirós Vera de Aragón Fajardo Glymes de Brababte Bazán Herrera Rojas y Guzmán, VI marquesa de Aguilar de Ebro, 15. condesa de SÁSTAGO.
Joaquín Escrivá de Romaní y Fernández de Córdoba, VII marqués de Aguilar de Ebro, 7. marqués de Espinardo, 4. marqués de Monistrol de Noya, VI.
Luis Bertrán Escrivá de Romaní y Sentmenat, 16. conde de SÁSTAGO, (1905, R carta de suc 4.1.1906), 4. conde de GLIMES DE BRABANTE, 5. marqués de Monistrol de Noya (1918, carta 17/08/1898), VII marqués de Aguilar de Ebro.
Ildefonso (Alfonso) Escrivá de Romaní y Patiño, X marqués de Aguilar de Ebro (04-04-1952), 17. conde de SÁSTAGO, grande de España.
Alfonso Escrivá de Romaní y de Miguel, XI marqués de Aguilar de Ebro (25-05-1983).

#### Barones de Aguilar de Ebro
Gabriel Blasco de Alagón y Martínez de Luna, 4. conde de SÁSTAGO, Grande de Aragón, señor de las baronías de Sástago, Aguilar, Calanda, Pina de Ebro y Alcubierre[...]
Lorenzo de Alagón y Martínez de Luna, 5. conde de SÁSTAGO, señor de las baronías de Sástago, Aguilar, Calanda, Alcubierre, Pina de Ebro, Camerlengo de Felipe III[...]

## Demografía
Se conservan datos anteriores a la integración de Aguilar de Ebro en el municipio de Osera de Ebro en 1857. Datos de 1842 en los que en el INE aparece una Población de Derecho (residente) de 61 personas y 13 hogares.

#### Variación demográfica de Aguilar de Ebro durante elsigloXX
| 1900 | 1910 | 1920 | 1930 | 1940 | 1950 | 1960 | 1970 | 1981 | 1991 |
| ---- | ---- | ---- | ---- | ---- | ---- | ---- | ---- | ---- | ---- |
| 96   | 76   | 66   | 74   | 83   | 72   | 43   | 27   | 2    | 3    |

Catálogo de pueblos y municipios de Aragón Estadística de población y Nomenclaturas toponímicas entre 1900 y 2004 (CAI)

#### Variación demográfica de Aguilar de Ebro durante la última década
| 2000 | 2001 | 2002 | 2004 | 2005 | 2006 | 2007 | 2008 | 2009 | 2010 | 2011 |
| ---- | ---- | ---- | ---- | ---- | ---- | ---- | ---- | ---- | ---- | ---- |
| 6    | 3    | 3    | 6    | 6    | 8    | 10   | 11   | 15   | 11   | 10   |

INE Instituto Nacional de Estadística

## Festividades
Sus festividades se celebraban el 29 de junio (día de San Pedro), dejándose de celebrar a mediados del siglo XX. A iniciativa de unos vecinos, se empezó a celebrar el 12 de octubre (día del Pilar) en la que se hacía un pequeño recuerdo al pueblo. En estas festividades se celebraba misa, así como actividades para niños de las cuales solían ser competiciones deportivas, como carreras, o partidos de fútbol. También se hacía una comida colectiva entre vecinos, concursos de poesía y dibujo para los pequeños así como para los mayores se celebraban campeonatos de guiñote.